# انتقام نهایی
انتقام نهایی (به انگلیسی: Final Reprisal) یک فیلم اکشن و جنگی آمریکایی-فیلپینی محصول سال ۱۹۸۸ به کارگردانی تدی پیج با بازی گری دنیلز (در اولین نقش اصلی خود) و جیمز گینس است. این فیلم در فیلیپین فیلمبرداری شده و به صورت ویدئویی منتشر شد.

## بازیگران
- گری دنیلز … گروهبان دیوید کالاهان
- جیمز گینز … چارلز مورفی
- دیوید نور … داگلاس اندرسون
- ریچارد کینگ … کاپیتان وینا
- پروتاسیو دی … فرانسوی وان فو
- اسکار دانیلز … سرهنگ
- حسام حسام … الهاملیون
- پیتر در حال ظهور